# بنتو (بازیکن فوتبال)
بنتو (انگلیسی: Bento؛ زادهٔ ۱۰ ژوئن ۱۹۹۹) بازیکن فوتبال اهل برزیل است که در حال حاضر برای باشگاه فوتبال النصر عربستان سعودی بازی می‌کند. 
وی همچنین در تیم ملی فوتبال برزیل بازی کرده است.